# Panaxia equitalis
Panaxia equitalis är en fjärilsart som beskrevs av Vincenz Kollar 1844. Panaxia equitalis ingår i släktet Panaxia och familjen björnspinnare. Inga underarter finns listade i Catalogue of Life.